# Moranhal, Chincholi
Moranhal là một làng thuộc tehsil Chincholi, huyện Gulbarga, bang Karnataka, Ấn Độ.